# 真美社
真美社（しんびしゃ）は、昭和時代初期に大阪市に営業していた出版社で、新版画の版元。
創業者、創業年など詳細については一切不明であるが、1928年(昭和3年)、『浮世絵七大家画集』の発行などを行っている。 また、1931年(昭和6年)に大阪において成田守兼、華泉という画家による『艶姿二十四孝』という木版画シリーズを出版したことが知られる。なお、この成田守兼、華泉という二人の人物の生没年や経歴に関しても一切未詳である。

## 作品
- 成田守兼 『艶姿二十四孝 髪梳き(仮題)』
- 成田守兼 『艶姿二十四孝 たび(仮題)』 個人所蔵
- 華泉 『艶姿二十四孝 ランブ』
- 華泉 『艶姿二十四孝 倦怠(仮題)』 個人所蔵